# Saurom
Saurom, anciennement Saurom Lamderth, est un groupe de folk metal espagnol, originaire de San Fernando, dans la Province de Cadix. Ils surnomment leur style musical de « juglar metal », un mélange de rock, folk et musique celtique, assaisonné de textes littéraires, principalement de légendes, de poèmes, de romans et d'histoires traditionnelles, sur fond critique, culturel et social. Certaines des paroles ont un thème lié au roman Le Seigneur des anneaux de J. R. R. Tolkien, et à la littérature andalouse classique et traditionnelle.

## Biographie

### Formation et débuts (1996—2000)
Saurom Lamderth est formé en 1996, après la dissolution du groupe RHF (Rapid Heavy Flamenc), à San Fernando, dans la Province de Cadix. Ses fondateurs incluent Narci Lara et José Luis Godoy, auxquels se joindront Antonio Ruiz et Abraham Reyes Facio. Entre septembre et décembre de la même année, ils commencent à composer leur première démo, La Cripta del duende. Plus tard, en 1997, ils enregistrent la démo Regreso a las tierras medias, dans laquelle beaucoup de personnages ont été inventés pour un jeu de rôle qui apparaîtra plus tard sur l'album Juglarmetal (2006).
Abraham qui le groupe, et est remplacé par Juan Garrido, rejoint par son frère Francisco Garrido aux claviers et à la flûte. Plus tard, avec cette formation, ils enregistrent la démo Legado de juglares en 1998, vendus à plus de mille exemplaires en quelques mois. Enfin, après avoir remporté un concours de groupe régional en 2000, ils enregistrent la démo Orígenes, qui comprend des morceaux considéré par le groupe de « jongleurs », mélodiques et enveloppants comparés aux dernières démos

### Premiers albums (2001—2006)
En septembre 2000, Godoy et Juan Garrido quittent le groupe, et sont remplacés par Raúl Rueda à la guitare, et José A. Gil aux basses et aux chœurs. Avec cette nouvelle formation consolidée, ils entrent en studio pour enregistrer en 2001 ce qui sera le premier album du groupe, El Guardián de las melodías perdidas. Cet album leur ouvre les portes de la scène nationale, et les conduits à une tournée appelée le Juglar Tour, qui les mène à travers une grande partie de l'Espagne.
Ils passent deux ans à travailler pour éditer leur deuxième album, un double album de 19 chansons, entièrement basé sur le premier volume du roman Le Seigneur des anneaux de J. R. R. Tolkien ; La Comunidad del anillo,. Il est bien accueilli tant en Espagne que dans plusieurs pays d'Amérique latine, ce qui leur permet de faire une plus longue tournée dans toute l'Espagne, et de participer à plusieurs festivals renommés tels que le Viña Rock et Lorca Rock.
Au début de 2003, le chanteur, flûtiste et cornemuseur Narci Lara souffre de problèmes de gorge et doit arrêter de chanter sous recommandation médicale. Après une courte pause et de multiples changements de membres, le groupe se compose de Miguel Ángel Franco (ancien chanteur de Renno) au chant, José Antonio Gallardo à la basse, et Sophia Quaeringi au violon. Avec cette nouvelle formation, ils ré-enregistrent le morceau Las Minas de moria, issu de l'album Sombras del este. Le résultat se retrouve inattendu, le groupe semblant se diriger vers un style musical plus orienté thrash metal accompagné de sons électroniques, de vieux violons et de flûtes. Le groupe décide de ne pas suivre cette direction, mais gardent certaines nuances de ces styles pour les projets futurs.
Cette même année, ils sortent leur troisième album studio, intitulé Legado de juglares, le titre étant en hommage à leur troisième démo (1998). Avec ce nouvel album, ils entament, en 2004, la tournée Historias del Juglar Tour, qui incorpore désormais jongleurs, acteurs, pyrotechnie et saltimbanquis. Cependant, en milieu de tournée, la violoniste Sophia quitte le groupe pour des raisons personnelles, et est remplacée par Santiago Carrasco aux claviers, sifflets et chœurs.
En 2005, ils rééditent Legado de juglares, auquel ils ajoutent un deuxième disque de raretés et de faces B, sous le titre Sinfonías de los bosques, titre choisi par vote populaire parmi les fans du groupe sur les réseaux sociaux. Pendant la fin de la tournée, ils entrent en studio pour enregistrer leur quatrième album, JuglarMetal, qui est publié le 20 février 2006. Cet album est considéré par les fans comme le plus important de toute la discographie du groupe et en même temps ; entretemps, le groupe raccourcit son nom pour devenir Saurom.

### Once romances desde al-ÁndalusetMaryam(2008—2011)
Le 3 mars 2008, le groupe sort son cinquième album studio, intitulé Once romances desde al-Ándalus, qui est entièrement basé sur la littérature et la culture andalouse. Il se caractérise par des nuances de power metal, et abandonne presque complètement les mélodies festives de folk metal de ses prédécesseurs. Le premier single s'intitule El Monte de las ánimas, une chanson réenregistrée qui était déjà apparue dans l'une des anciennes démos. Ils réalisent aussi le clip du morceau Wallada, la omeya. Le groupe est invité à plusieurs reprises dans des universités. Le succès de cet album permet au groupe d'en extraire cinq morceaux, de traduire ses paroles en anglais, de les réenregistrer et de les publier en un  EP dans plusieurs pays tels que l'Allemagne, la Nouvelle-Zélande, l'Australie et le Japon sous le titre de Romances from al-Ándalus.
Pour le 1er mars 2010, le groupe sort son sixième album studio, intitulé Maryam. Il relate métaphoriquement la Passion du Christ et la souffrance de sa mère Maria (rebaptisée dans l'album, Maryam) revendiquant l'égalité entre les sexes et critiquant le rôle secondaire accordé aux femmes en général à travers l'histoire. Il est publié en mars 2010 en Espagne et au Mexique, et en juin 2010 dans le reste de l'Amérique latine. L'album s'accompagne d'un DVD. En 2011, le groupe célèbre son 15e anniversaire avec une tournée dans laquelle ils utilisent une setlist spéciale dans laquelle ils ont passé en revue chronologiquement toute leur carrière musicale.

### VidaySueños(2012—2015)
Tout au long de l'année 2012, le groupe publie quatre nouveaux clips avant leur prochain album studio (Cambia el Mundo, El Príncipe, La Leyenda de Gambrinus et Noche de Halloween, ce dernier étant un court-métrage de 30 minutes). Leur septième album, intitulé Vida, est publié le 1er décembre 2012. L'album est très bien accueilli par le public et la presse spécialisée,,,. La tournée de cet album leur permet de voyager en Amérique du Nord pour la première fois, notamment au Costa Rica, le 24 novembre 2012. De là, plus de concerts ont lieu sur le continent américain, couvrant des pays comme le Mexique, la Colombie, les États-Unis, l'Équateur, le Chili, la Bolivie, le Panama et le Guatemala.
Le 28 août 2014, le groupe annonce la sortie de leur nouvelle vidéo, Paz (250 000 vues dès novembre 2014), pour le 14 novembre 2014, morceau duquel il est extrait de leur futur huitième album studio, Sueños. Il est publié le 2 octobre 2015 en format double album, qui contient deux albums intitulés La Partitura secreta et Las Caricias del Alma, qui couvrent un total de 27 morceaux.

### 20 ans etLa Magia de la luna(depuis 2016)
Le 9 avril 2016, le groupe organise un concert spécial au Real Teatro de Las Cortes, dans sa ville natale de San Fernando, pour célébrer ses vingt ans de carrière. Il y fait participer le Coro Nova Nerta de Jerez de la Frontera, et un grand nombre d'acteurs, d'acrobates, de jongleurs et de danseurs, ainsi que d'anciens membres invités pour l'occasion. Le concert est enregistré et édité en format DVD et double CD live sous le titre 20… Al Mundo de los Sueños, le 18 novembre 2016 chez Maldito Records.
Aussi, à l'occasion de ses vingt ans, l'écrivain  et ami du groupe Enrique Montiel de Arnaiz, publie en mai 2017 une vaste biographie du groupe intitulée Leyenda de Juglares, qui comprend 530 pages, plus de 200 photos inédites, et une couverture faite main par l'habituel portadista et dessinateur du groupe, Daniel López,. Le 5 décembre 2017, le groupe publie son premier album acoustique, intitulé La Magia de la luna.
Le 25 avril 2018, le groupe participe à l'album hommage de Mägo de Oz, ¡Stay Oz! à l'occasion des trente ans du groupe de Madrid, où Saurom reprend le morceau Molinos de viento, qui est accompagné d'un clip vidéo.
Après peu de nouvelles au cours du mois de mars 2020, le groupe dévoile le 17 avril 2020 le titre et la pochette de son prochain album officiel (le dixième, sans compter les démos et autres matériaux). Il s'appellera Música et, bien qu'il soit presque terminé, il ne sortira pas avant le 4 décembre 2020 en raison de la situation causée par la pandémie de Covid-19 dans le monde. La couverture est réalisée par l'artiste andalou Daniel López, comme le reste des albums et des dessins de Saurom. Elle est dessinée à la main et colorée à l'aide d'acryliques et de diverses techniques numériques. Le 2 mai 2021, le groupe publie le premier single de l'album à venir, Amanecer, ainsi que sa vidéo officielle,. La chanson, qui a un thème écologiste, est fortement influencée par le groupe de métal symphonique finlandais Nightwish.

## Membres

### Membres actuels
- Miguel Ángel Franco (Migue) - chant
- Antonio Ruiz (Donovan) - batterie
- Raúl Rueda (Raulito) - guitare
- José A. Gallardo (Josele) - basse
- Santiago L. Carrasco (Santi) - claviers
- Narci Lara Márquez (Narci) - guitare, chœurs, flûte

### Anciens membres
- Javier Martínez (Idol) - violon
- Sophia Quarenghi (Madame Violina) - violon
- José A. Gil (José Saurom, el Negro) - basse
- Francisco Garrido (Paco) - claviers, violon, seconde flûte
- José Luis Godoy (Paco) - guitare
- Juan Garrido (Jonh Macallister) - basse, chant
- Abraham Reyes (Expugnatum) - basse
- Ana Crisman (Anitao) - claviers
- Pedro Gómez (Peri) - chant

## Discographie

### Albums studio
- 2001 : El Guardián de las melodías perdidas
- 2002 : Sombras del Este
- 2004 : Legado de juglares
- 2006 : Sinfonías de los bosques
- 2006 : JuglarMetal
- 2008 : Once romances desde al-Ándalus (réédité en anglais sous le titre Romances from al-Ándalus)
- 2010 : Maryam
- 2012 : Vida
- 2015 : Sueños
- 2017 : La Magia de la Luna
- 2020 : Música
- 2021 : Mester de Juglaría (quadruple CD hommage)
- 2023 : El Pájaro Fantasma
- 2025 : El Principito

### Démos
- 1996 : La Cripta del duende
- 1997 : Regreso a las Tierras Medias
- 1999 : Legado de juglares
- 2000 : Orígenes

### DVD
- 2016 : 20 al Mundo de los sueños